# Аонума, Эйдзи
Эйдзи Аонума (яп. 青沼 英二,. род. 16 марта 1963 года) — японский дизайнер видеоигр, режиссёр и продюсер, сотрудник компании Nintendo. Занимает должность старшего руководителя в подразделении Nintendo EPD и является продюсером серии игр The Legend of Zelda.

## Карьера
Аонума родился 16 марта 1963 года в префектуре Нагано, Япония, под именем Эйдзи Онодзука. В 1988 году окончил Токийский университет искусств со степенью магистра в области композиционного дизайна, где работал над созданием механических кукол каракури. После окончания университета прошёл собеседование в компании Nintendo. Во время интервью Аонума встретился с Сигэру Миямото и показал ему образцы своих студенческих работ. Он получил работу в Nintendo, никогда до этого не играв в видеоигры. Аонума спросил свою девушку о видеоиграх, и она познакомила его с двумя играми Юдзи Хории: Dragon Quest на Famicom и The Portopia Serial Murder Case на PC-8801, которые стали первыми видеоиграми, в которые он когда-либо играл. Его первые проекты были связаны с графическим дизайном и созданием спрайтов для игр Nintendo Entertainment System, таких как NES Open Tournament Golf. В 1996 году Аонума выступил в роли директора по разработке игры Marvelous: Mōhitotsu no Takarajima для Super NES.
Позднее Миямото пригласил Аонуму присоединиться к команде разработчиков серии The Legend of Zelda. Он был ведущим дизайнером The Legend of Zelda: Ocarina of Time и её продолжения The Legend of Zelda: Majora’s Mask. По завершении работы над The Legend of Zelda: The Wind Waker он намеревался заняться другими проектами, но Миямото убедил его продолжить работу над серией. Впоследствии Аонума руководил производством The Legend of Zelda: Twilight Princess, Phantom Hourglass, Spirit Tracks, Link’s Crossbow Training, Skyward Sword, A Link Between Worlds, Breath of the Wild и Tears of the Kingdom.
Аонума является одним из основателей духового оркестра Wind Wakers, созданного в 1995 году, где исполняет партии ударных инструментов. Этот коллектив, состоящий из более чем 70 сотрудников Nintendo, проводит несколько концертов ежегодно. В карьере Аонумы произошло несколько значительных повышений: в июне 2019 года он стал заместителем генерального директора в подразделении Entertainment Planning & Development (EPD) компании Nintendo. К 2023 году он был повышен до должности старшего руководителя EPD.

## Работы
| Год  | Игра                                                 | Роль                 |
| ---- | ---------------------------------------------------- | -------------------- |
| 1991 | NES Open Tournament Golf                             | Конструктор спрайтов |
| 1996 | BS Super Mario USA Power Challenge                   | Графический дизайнер |
| 1996 | Marvelous: Mōhitotsu no Takarajima                   | Руководитель         |
| 1998 | The Legend of Zelda: Ocarina of Time                 | Руководитель         |
| 2000 | The Legend of Zelda: Majora's Mask                   | Руководитель         |
| 2002 | The Legend of Zelda: The Wind Waker                  | Руководитель         |
| 2004 | The Legend of Zelda: The Minish Cap                  | Супервайзер          |
| 2004 | The Legend of Zelda: Four Swords Adventures          | Продюсер             |
| 2006 | The Legend of Zelda: Twilight Princess               | Руководитель         |
| 2007 | Link's Crossbow Training                             | Продюсер             |
| 2007 | The Legend of Zelda: Phantom Hourglass               | Продюсер             |
| 2009 | The Legend of Zelda: Spirit Tracks                   | Продюсер             |
| 2011 | The Legend of Zelda: Ocarina of Time 3D              | Продюсер             |
| 2011 | The Legend of Zelda: Four Swords Anniversary Edition | Продюсер             |
| 2011 | The Legend of Zelda: Skyward Sword                   | Продюсер             |
| 2013 | The Legend of Zelda: The Wind Waker HD               | Продюсер             |
| 2013 | The Legend of Zelda: A Link Between Worlds           | Продюсер             |
| 2014 | Hyrule Warriors                                      | Супервайзер          |
| 2015 | The Legend of Zelda: Majora’s Mask 3D                | Продюсер             |
| 2015 | The Legend of Zelda: Tri Force Heroes                | Продюсер             |
| 2016 | Hyrule Warriors Legends                              | Супервайзер          |
| 2016 | The Legend of Zelda: Twilight Princess HD            | Продюсер             |
| 2017 | The Legend of Zelda: Breath of the Wild              | Продюсер             |
| 2018 | Hyrule Warriors: Definitive Edition                  | Супервайзер          |
| 2019 | The Legend of Zelda: Link’s Awakening                | Продюсер             |
| 2020 | Hyrule Warriors: Age of Calamity                     | Супервайзер          |
| 2021 | The Legend of Zelda: Skyward Sword HD                | Продюсер             |
| 2023 | The Legend of Zelda: Tears of the Kingdom            | Продюсер             |